# Bazhong
Bazhong (chiń. 巴中; pinyin Bāzhōng) – miasto o statusie prefektury miejskiej w Chinach, w prowincji Syczuan. 
Prefektura miejska w 1999 roku liczyła 3 424 800 mieszkańców.

## Podział administracyjny
Prefektura miejska Bazhong podzielona jest na:
- 2 dzielnice: Bazhou, Enyang,
- 3 powiaty: Tongjiang, Nanjiang, Pingchang.